# CYRIL
Сирил Райли (родился 22 августа 1997 году), мононимно как СYRIL — австралийский диджей, хитмейкер и музыкальный продюсер. Приобрел мировую популярность, благодаря своему ремиксу на «Stumblin In», которая стала вирусным хитом 2024 года.

## Карьера
В 2021 году он начал время от времени загружать ремиксы известных песен на различные платформы. Среди прочего, он сделал ремиксы на песни «Escape (The Piña Colada Song)» Rupert Holmes и «Let Me Love You» Mario в стиле deep house.
В 2023 году Сирил создал ремикс песни «Stumblin' In», изначально исполненной Chris Norman и Suzi Quatro. Песня стала вирусной на TikTok. Помимо прочего, игроки Bayern Munich использовали песню для видео в TikTok. Затем песня также попала в чарты Германии, Австрии, Швейцарии и Великобритании. Вскоре после этого был выпущен ремикс кавера Disturbed на песню Simon & Garfunkel «The Sound of Silence», который также попал в чарты.
25 апреля 2025 года Сирил выпустил сингл «Tears Dry Tonight», совместную работу с британским певцом и автором песен James Blunt.

## Личная жизнь
Райли вырос в районе Эуабалонг, Новый Южный Уэльс, он ходил в среднюю школу в Лейк Каргеллиго, родился в Гриффите, центральном Новом Южном Уэльсе. У него корни из Первой нации. Он жил в Таунсвилле и Ганнеде некоторое время в подростковом возрасте. Он умеет играть на гитаре, фортепиано и барабанах и начал писать музыку в позднем подростковом возрасте.
Вспоминая свою раннюю взрослую жизнь, Райли рассказал The Music в 2024 году: «Я прошел через период, когда я был Бездомный, наркоман и все такое, я вернулся домой и начал работать на ферме, занимался ограждением, скотоводством и сбором. [Но] я знал, что это не для меня, потому что я все ещё хотел заниматься музыкой».
Райли был принят в Университет Чарльза Дарвина и переехал в Дарвин, где он продолжил диджеем. По состоянию на 2024 год Райли все ещё живёт в Дарвине со своей девушкой и сыном.

## Дискография

### Расширенные воспроизведения
| Название        | Подробности                                      |
| --------------- | ------------------------------------------------ |
| From Down Under | - Выпущено: 9 августа 2024 г. - Лейбл: Spinnin'  |
| To the World    | - Выпущено: 30 августа 2024 г. - Лейбл: Spinnin' |